# ولسوالی چمتال
چمتال یکی از ولسوالی‌های غربی ولایت بلخ کشور افغانستان است که در ۴۳ کیلومتری جنوب غرب شهر مزارشریف موقعیت دارد. جمعیت چمتال در سال ۲۰۰۴ نزدیک به ۸۱٬۳۱۱ نفر تخمین زده شده است. اکثریت مردم چمتال را غالبا پشتون‌ها و سپس اعراب با اقلیتی از قوم هزاره تشکیل می‌دهد. مرکز این ولسوالی شهر چمتال است. همچنین بیش از ۹۰ قریه در این ولسوالی قرار دارد.

## ره‌آورد
اکثریت مردم این ولسوالی مصروف زراعت، باغداری و مالداری هستند. مهمترین حاصلات زراعتی و سردرختی این ولسوالی گندم، ماش، پخته، جواری، آلو، زردآلو، شفتالو می باشد.